# Stealthing
Stealthing (von engl. stealth = List, Verstohlenheit, Heimlichtuerei) ist eine Form des Missbrauchs, bei der ein Sexualpartner das Kondom heimlich und ohne Einwilligung des anderen Partners vor oder während der Ausübung von Geschlechtsverkehr entfernt. Die Praxis führt dazu, dass kein Safer Sex stattfindet und die Übertragung von Krankheiten und ggf. eine Schwangerschaft möglich werden.
In einem erweiterten Sinn kann von Stealthing gesprochen werden, wenn ein Geschlechtspartner über die korrekte Benutzung eines beliebigen Verhütungsmittels getäuscht wurde – beim Stealthing kann also das Kondom auch ganz fehlen, oder es kann absichtlich ein defektes Kondom verwendet werden.

## Geschichte und Praxis
Stealthing wird in zahlreichen Internetforen thematisiert; laut der Journalistin Gunda Windmüller sei es ein „Trend“. In einschlägigen Foren würden männliche User behaupten, das Abstreifen des Kondoms sei ihr „gutes Recht“; wenn eine Frau mit einem Mann schliefe, müsse sie das „mit allen Konsequenzen tun“. Dagegen äußern zahlreiche Frauen die Überzeugung, diese Praxis missachte „nicht nur die körperliche Unversehrtheit, sondern auch die sexuelle Autonomie der Opfer“. Der Sexualstrafrechtler Joachim Renzikowski widersprach der Behauptung, dass Stealthing ein Trend sei, es handle sich vielmehr um eine Straftat, und dies insbesondere nach Verschärfung des deutschen Sexualstrafrechts 2016.
Alexandra Brodsky, Juristin an der Yale University, hat Stealthing als „schwerwiegende Verletzung der Würde und Selbstbestimmtheit“ bezeichnet und will mit einer 2017 veröffentlichten Studie zu dem Thema ein Bewusstsein für diese Art des sexuellen Missbrauchs schaffen. In ihrer Arbeit hat sie jedoch darauf hingewiesen, dass es schwierig ist, auf eine juristisch einwandfreie Weise die Strafbarkeit des Stealthings zu befürworten – denn das Strafrecht regelt bloß Fälle, in welchen eine Person geschädigt oder in Gefahr gebracht wurde. Die Verletzung einer Vereinbarung (wie “Wir verwenden ein Kondom!”) hat nämlich im Strafrecht keinerlei Konsequenzen, abgesehen von den relativ neuen „Nein heißt nein“-Regeln in einigen Ländern. So ließe sich eine Strafbarkeit des Stealthings eher mit der Gefahr von Geschlechtskrankheiten begründen. Dem tritt der deutsche Strafrechtler Sebastian Keßler entgegen: Zentrales Schutzgut des Sexualstrafrechts ist die sexuelle Selbstbestimmung, nicht die körperliche Unversehrtheit. Eine Strafbarkeit lasse sich im deutschen Rechtsraum daher nicht über den Umweg einer tatsächlichen oder auch nur hypothetischen Gesundheitsgefährdung begründen. Das führe zudem zur Umdeutung des § 177 Abs. 1 StGB in ein Gefährdungsdelikt, wofür Normhistorie und Gesetzesbegründung jedoch keinerlei Anhaltspunkte bieten.
Die im August/September 2010 gegen Julian Assange in Schweden erhobenen Vorwürfe drehten sich ebenfalls um Stealthing.

## Strafrecht

### Schweiz
Im Jahr 2017 wurde erstmals in der Schweiz ein Mann aufgrund von Stealthing wegen Vergewaltigung zu 12 Monaten auf Bewährung verurteilt.
Die Richter am Strafgericht Lausanne sahen es als strafrechtlich relevant an, dass die Frau „unfähig war, Widerstand zu leisten“ und dass sie „den Geschlechtsverkehr abgelehnt hätte, wenn sie bemerkt hätte, dass der Mann kein Präservativ mehr trug.“ In zweiter Instanz wurde er wegen Schändung verurteilt, bei gleichem Strafmaß.
2019 sprach das Zürcher Obergericht einen Mann frei. Zwar hält das Gericht Stealthing grundsätzlich für strafwürdig und bezeichnet das Vorgehen des Mannes als moralisch verwerflich, doch es bewege sich in einer Gesetzeslücke. Den Tatbestand der Schändung sah das Gericht als nicht erfüllt an. Das Urteil geht auf einen Vorfall vom Herbst 2017 zurück. Der damals 19-Jährige und die 18-jährige Frau lernten sich über eine Dating-Plattform kennen. Nach dem Date gingen die beiden in die Wohnung der Frau, wo es zu einvernehmlichem Sex kam. Die Frau bestand jedoch darauf, dass der Mann ein Kondom verwendet. Damit war der Mann zunächst einverstanden. Während des Aktes entledigte er sich jedoch des Kondoms, ohne die Frau darüber zu informieren. Der genaue Hergang ist jedoch umstritten.
Das Bundesgericht hat den Zürcher Fall – und einen weiteren Fall aus Basel – beurteilt, nachdem die beteiligten Staatsanwaltschaften das Urteil weiterzogen. Im Kern legten sie dar, dass die betroffenen Frauen zum Widerstand (gegen den Sexualakt) unfähig waren, weil sie keine Kenntnis vom entfernten Kondom hatten. Das Bundesgericht jedoch stützte sich auf den Wortlaut des Art. 191 StGB:

„Wer [...] eine zum Widerstand unfähige Person in Kenntnis ihres Zustandes [...] missbraucht“

Nach Ansicht des Bundesgerichtes waren die betroffenen Frauen zu keinem Zeitpunkt zum Widerstand unfähig – sie verfügten lediglich nicht über die notwendige Information, um den Widerstand einzuleiten. Da die Vorinstanzen nicht wegen sexueller Belästigung (Art. 198 StGB) geprüft hatten, verwies das Bundesgericht die Fälle dorthin zurück. Im Zürcher Fall wurde der Täter im September 2023 zu einer Busse in Höhe von 2500 Franken verurteilt, auf Grundlage einer sexuellen Belästigung.
Zum 1. Juli 2024 wurde das Sexualstrafrecht verschärft. Seitdem sind die Neufassungen des Art. 189 StGB (sexueller Übergriff) und der  Art. 190 (Vergewaltigung) anzuwenden.

### Deutschland
Im Dezember 2022 urteilte der Bundesgerichtshof (BGH), dass Stealthing einen sexuellen Übergriff gemäß § 177 Abs. 1 StGB darstelle. Er begründete dies so: „Stimmt eine Person Geschlechtsverkehr ersichtlich nur unter der Voraussetzung zu, dass dabei ein Kondom genutzt werde, stehen ohne Präservativ vorgenommene sexuelle Handlungen ihrem erkennbaren Willen entgegen.“ Geschlechtsverkehr mit und ohne Benutzung eines Kondoms stellten verschiedene Handlungen dar. Sei mit Bezug auf eine sexuelle Handlung klar, dass eine Person diese ablehne, so sei ihr Einverständnis in Bezug auf andere sexuelle Handlungen unerheblich. Diese Begründung ist zumindest missverständlich: Eine Strafbarkeit nach § 177 Abs. 1 StGB setzt voraus, dass der Täter gegen den artikulierten Gegenwillen bzgl. einer konkreten sexuellen Handlung (oder einer Variation davon) verstößt. Ein bloßes Handeln ohne zuvor eingeholtes Einverständnis des Gegenüber ist straflos. Zudem kommt nach dem BGH „grundsätzlich die Verwirklichung des Regelbeispiels nach § 177 Abs. 6 Satz 2 Nr. 1 StGB in Betracht“ (also der Vergewaltigung).
2020 wurde  die erste obergerichtliche Entscheidung zu Stealthing in einem Fall getroffen, in dem der Täter bei einvernehmlichem Geschlechtsverkehr, aber entgegen der Absprache ohne Kondom in die Frau eindrang und in ihr ejakulierte. Das Berliner Kammergericht urteilte, dass es sich um einen sexuellen Übergriff nach § 177 Abs. 1 StGB handelte. Eine Verurteilung wegen Vergewaltigung scheiterte daran, dass dieser Tatbestand von den Vorinstanzen nicht angewandt worden war. Auch in der strafrechtlichen Literatur wird die Auffassung vertreten, dass Stealthing nach § 177 Absatz 1, Absatz 2 Nr. 3 bzw. Absatz 6 StGB strafbar ist. Nach anderer Ansicht hat sich der Täter zwar nicht nach § 177 StGB, jedoch wegen (versuchter) Körperverletzung sowie Beleidigung strafbar gemacht. Das Amtsgericht Kiel wiederum sprach 2020 einen Angeklagten in einem Fall von Stealthing frei, in welchem es zu keiner Ejakulation kam. Das Schleswig-Holsteinische Oberlandesgericht hob den Freispruch jedoch auf und verwies den Fall zurück an das Amtsgericht. Ein Leitsatz zu der Entscheidung lautet: „Das ‚Stealthing‘ – also das absprachewidrige Entfernen eines Kondoms beim Geschlechtsverkehr – ist jedenfalls dann gemäß § 177 Abs. 1 StGB strafbar, wenn der in einem engen raum-zeitlichen Zusammenhang erklärte Widerwillen gegen einen Geschlechtsverkehr ohne Kondom bei vom Opfer unbemerkter vorsätzlicher Entfernung des Kondoms fortwirkt.“

### Niederlande
In den Niederlanden wurde 2023 ein Mann, weil er während des Geschlechtsverkehrs mit einer Frau das Kondom entfernt hatte, zu einer Bewährungsstrafe von drei Monaten verurteilt. Das Gericht verurteilte ihn wegen Missbrauchs, nicht wegen Vergewaltigung.
Zum 1. Juli 2024 wurde das Sexualstrafrecht verschärft.

### Kanada
In Kanada verlor Craig Hutchinson 2014 eine Berufung vor dem Obersten Gerichtshof des Landes, nachdem er Löcher in seine Kondome gestochen hatte und infolgedessen seine Freundin beim ansonsten einvernehmlichem Geschlechtsverkehr schwängerte (R v. Hutchinson). Hutchinson war zu 18 Monaten Haft verurteilt worden und sein Name wurde in die kanadische National Sex Offender Registry eingetragen.